# Neuer Teich (Freiberg)
Der  Neue Teich, selten Kuhschachter Teich, war ein Stauteich bei Freiberg in Sachsen. Aufgestaut wurde der Münzbach. Der Teich war ein städtisches Brauchwasserreservoir und nicht Teil der „Kurfürstlichen Stolln- und Röschen-Administration zu Freiberg“. Jedoch wurden über den Münzbacher Hüttengraben auch die Bergwerkswasser für das Berggebäude der Kuhschacht Grube, später für Himmelfahrt samt Abraham Fundgrube durch den Teich in den Kuhschachter Kunstgraben geleitet.

## Lage
Der Neue Teich befand sich südöstlich der Freiberger Vorstadt Neusorge in der Flur Oberloßnitz. Sein Damm befand sich ca. 300 Meter südöstlich des Vorwerkes Silberhof. Der Stauraum erstreckte sich bogenförmig auf etwa 500 m Länge nach Südosten in Richtung des Mauckischen Vorwerks. Die Silberhofstraße folgt in etwa seinem rechten Ufer. Am rechten Ufer des Teiches verlief die Alte Frauensteiner Straße von Freiberg über den Lerchenhübel zum Rosinenhäuschen.

## Geschichte

### Bau und Nutzung
Unter Oberberghauptmann Abraham von Schönberg wurde der in Folge des Dreißigjährigen Kriegs darniederliegende Bergbau intensiviert. Um den Wasserbedarf der Gruben und der Wirtschaft insgesamt zu gewährleisten, wurde 1672 der flussaufwärts liegende Hüttenteich wieder angespannt. Im selben Jahr wurden 6000 Gulden durch den Rat der Stadt Freiberg für Landerwerb und Baukosten eines weiteren Teiches als städtisches Wasserreservoir bereitgestellt. Angelegt wurde dieser ganz neue Teich schließlich zwischen 1674 und 1682. Wie auch bei anderen wasserbaulichen Anlagen der Region wurde das Wasser vielfältig und mehrfach genutzt. Er sorgte für eine kontinuierliche Versorgung mit Aufschlagwasser für die Malzmühlen am Münzbach, da diesen durch die Anlagen der kurfürstlichen Bergwerkswasserversorgungsanlagen immer mehr das Wasser entzogen wurde. 1682 hatte die Kuhschacht Grube in der Neusorge die Scheinstadt, den Mühlplatz der wüsten Steinmühle, einschließlich der von der Stockmühle in die Scheinstadt abfallenden Wasser erworben, um dort eine Pochwäsche zu errichten. Zugleich ließ sich die Gewerkschaft auf Kuhschacht Grube mit den dem Bergwerk zustehenden Münzbachwassern bis zu den Münzbachhütten belehnen. Über einen Wasserteiler wurden die Bergwerkswasser – die Stadt konnte lediglich über das Münzbachwasser unterhalb der Münzbachhütten verfügen – in den neu angelegten Kuhschachter Kunstgraben geführt, der hinter der Stockmühle durch das Münzbachtal in die Neusorge führte.
In der Mitte des 18. Jahrhunderts war der Wasserdurchfluss des Münzbaches so weit zurückgegangen, dass dem Stockmüller Mehner im Jahre 1750 der Umbau seines Antriebs von einem oberschlächtigen Mühlgezeug am Mühlgraben vom Münzbach zu einem unterschlächtigen Gezeug im Kunstgraben gegen einen Beitrag an der Schlämmung und Bedeckung des Kunstgrabens bewilligt wurde. Dies löste einen Protest das Rates zu Freiberg aus, der darin einen Vorteil des neuen Eigentümers der Stockmühle gegenüber den städtischen Malzmühlen sah und zugleich die Verschlämmung des Neuen Teiches durch den Bergbau bemängelte. Mit Ausnahme von Mehners Nachfolger Silbermann, dem das Bergamt Freiberg die Wasser des Kuhschachter Kunstgraben wegen seiner Anmaßungen und Aggressivitäten gegenüber dem Grabensteiger wieder entzogen hatte, nutzten alle nachfolgenden Stockmüller den Kunstgraben zum Mühlenantrieb.
Nach der Anlegung des vom Kuhschachter Kunstgraben abzweigenden Himmelfahrter Kunstgrabens war der desolate Graben unterhalb des Neuen Teiches nicht mehr in der Lage, die Wasser für beide Gruben und die Stockmühle ohne Schäden zu fassen, so dass der Mühle das Kunstgrabenwasser zeitweilig entzogen wurde. Die Witwe des Hüttenmeisters Richter beantragte die Halbierung der Schock- und Quatembersteuer für die Stockmühle, ihre Erben legten Beschwerde gegen die verweigerte Durchleitung ein. Die Aufsicht über den Neuen Teich oblag den Freiberger Malzmüllern, die damit zeitweilig auch – gegen ein Entgelt – den Kuhschachter Kunst- und Grabensteiger beauftragten.

### Dammbruch
Nachdem am Abend des 1. Juni 1839 in Folge Starkregens am Berthelsdorfer Hüttenteich die Fluter geöffnet wurden, flossen die Wassermengen aus dem Münzbach und von den umliegenden Hängen in den Neuen Teich. Am frühen Morgen des nächsten Tages um 3 Uhr stellte der in Neusorge im Vorwerk A.B.C. wohnende Himmelfahrter Kunststeiger Müller eine Wasserflut vor dem Haus fest und vermutete eine Überschwemmung des Neuen Teiches. Den dortigen Fluter konnte Müller wegen Vernagelung nicht öffnen und suchte sich Helfer, um den Fluter zu öffnen. Gegen 4.00 Uhr brach der Damm des neuen Teiches und eine Flutwelle ergoss sich durch das Freiberger Münzbachtal.
Nachdem der Freiberger Malzmüller Teichmann in der gegen ihn anhängigen Klage der Stadt auf sämtliche Ansprüche auf das Wasser aus den Neuen Teich Verzicht erklärt hatte, ließ die Stadt die Teichstatt zunächst wüst und schrieb sie 1851 zur Urbarmachung aus. Im Jahr darauf kaufte die Himmelfahrt Fundgrube die Teichstätte, um sie gemeinschaftlich mit Junge Hohe Birke Fundgrube als Herdflutenentsandung für die Turmhofer und Junghohebirkner Wäschen zu nutzen. Mit der Inbetriebnahme der Himmelfahrter Zentralwäsche wurde der Herdflutenentsandungsteich am Münzbach ab 1889 nicht mehr benötigt. Im Jahre 1902 erstellte die Stadt Freiberg für das Areal „Ausgerissener Teich“ einen Bebauungsplan.